# Liodessus flavicollis
Liodessus flavicollis är en skalbaggsart som först beskrevs av Leconte 1855.  Liodessus flavicollis ingår i släktet Liodessus och familjen dykare. Inga underarter finns listade i Catalogue of Life.